# Aedoeus brevicollis
Aedoeus brevicollis är en skalbaggsart som beskrevs av Leon Fairmaire 1901. Aedoeus brevicollis ingår i släktet Aedoeus och familjen långhorningar.
Artens utbredningsområde är Madagaskar. Inga underarter finns listade i Catalogue of Life.